# Liste der Gerichtsbezirke in Murcia
Dies sind die Gerichtsbezirke in der autonomen Gemeinschaft Murcia, Spanien.

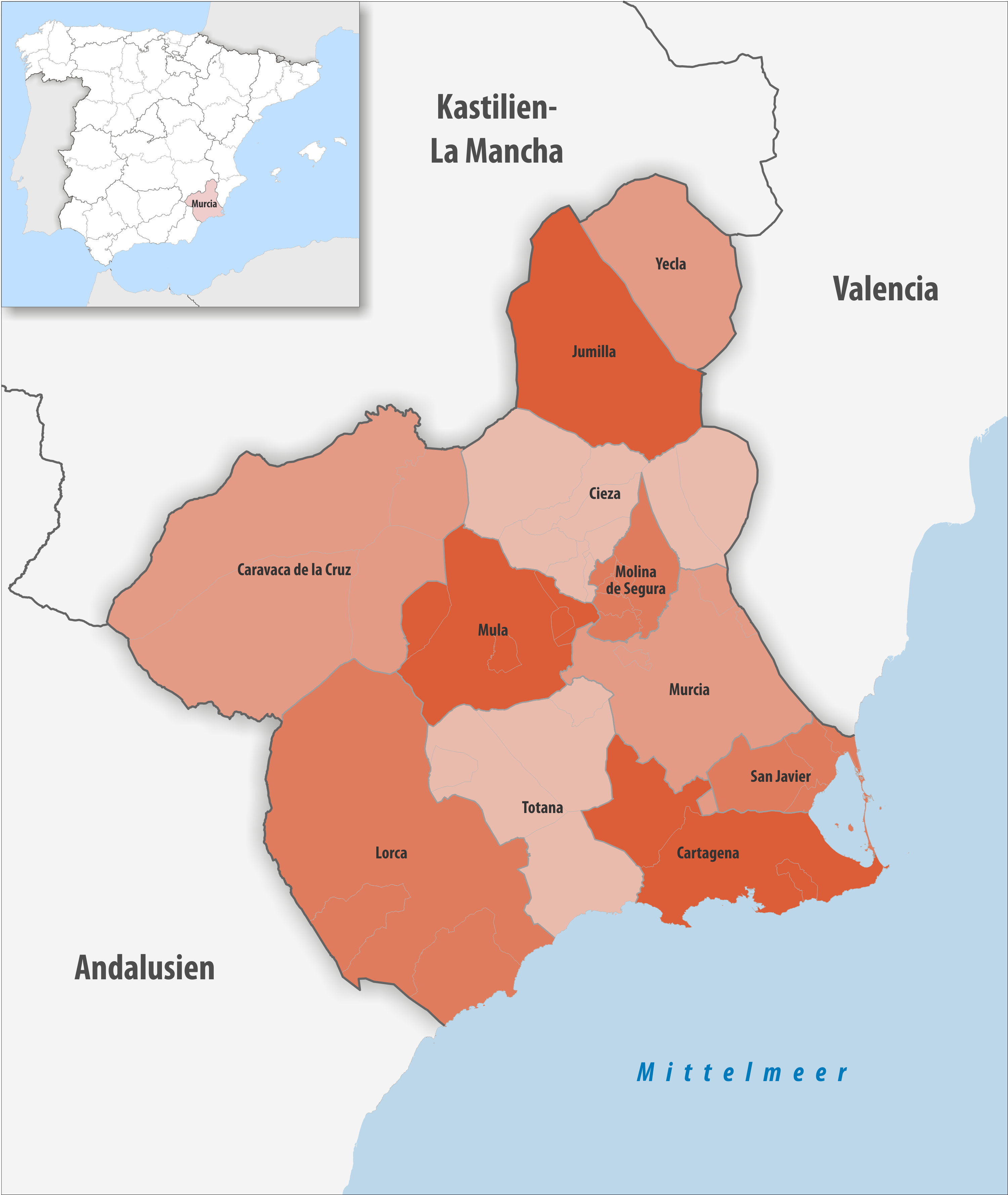
Gerichtsbezirke in der autonomen Gemeinschaft Murcia

| Gerichtsbezirk      | Gemeinden | Einwohner (2024) | Fläche km² | Dichte Einw./km² | Hauptquartier       |
| ------------------- | --------- | ---------------- | ---------- | ---------------- | ------------------- |
| Caravaca de la Cruz | 4         | 58.351           | 2.298,82   | 25               | Caravaca de la Cruz |
| Cartagena           | 3         | 259.649          | 860,13     | 302              | Cartagena           |
| Cieza               | 9         | 79.154           | 1.138,99   | 69               | Cieza               |
| Jumilla             | 1         | 27.263           | 969,66     | 28               | Jumilla             |
| Lorca               | 3         | 153.573          | 2.071,66   | 74               | Lorca               |
| Molina de Segura    | 6         | 151.691          | 274,38     | 553              | Molina de Segura    |
| Mula                | 5         | 36.893           | 810,01     | 46               | Mula                |
| Murcia              | 4         | 546.019          | 955,45     | 571              | Murcia              |
| San Javier          | 4         | 124.158          | 307,39     | 404              | San Javier          |
| Totana              | 5         | 99.225           | 1.024,40   | 97               | Totana              |
| Yecla               | 1         | 35.957           | 605,28     | 59               | Yecla               |
| Provinz Murcia      | 45        | 1.571.933        | 11.316,17  | 139              | Murcia              |